# 今石進
今石 進（いまいし すすむ、1963年5月24日 - ）は日本のデザイナー、イラストレーター、漫画家。岡山県出身。
バンダイのプラモデル・SDガンダム BB戦士のデザイナーで、シリーズの組み立て説明書に記載されている漫画・コミックワールドを長年担当していた。コミックワールドの最後のコマには『by MARSHI』というサインを入れている。
コミックワールドの担当を交代した後もSDガンダムに関わり、武者烈伝・零の作画や、2008年からはBB戦士三国伝のパッケージイラストレーター、2012年からはレジェンドBBのパッケージイラストレーターや再びコミックワールドの作画を務めるなどしている。
一時、株式会社レイアップに所属していた。